# 소 (기성)
소(蘇, ? ~ 기원전 650년) 또는 온(溫)은 중국 춘추 시대의 제후국이다.

## 개요
시조는 소분생(蘇忿生)이나, 그 이전에는 곤오(昆吾)의 자손이 책봉되었었다.
소분생은 달기(妲己)의 아버지로, 상(商)나라 멸망 후 주(周)나라 무왕(武王) 때 사구(司寇)를 지냈다.
후손 소자(蘇子)는 주나라 혜왕(惠王) 때 대부(大夫) 위국(蔿國) 등과 함께 자퇴(子頽)를 감싸고 반란을 일으켰다.
기원전 650년, 적(狄)에게 멸망당하였다. 온자(溫子)는 위(衛)나라로 달아났다.

## 역대 군주
| 대수 | 칭호       | 휘         | 재위             | 비고 |
| ---- | ---------- | ---------- | ---------------- | ---- |
| 1    |            | 분생(忿生) | 무왕(武王) 시기  |      |
| ?    | 소자(蘇子) |            | 혜왕(惠王) 시기  |      |
| ?    | 온자(溫子) |            | ? ~ 기원전 650년 |      |